# チフテテリ
チフテテリまたはツィフテテリ（ギリシア語: τσιφτετέλι、トルコ語: Çiftetelli）はトルコ、ギリシャ、ロマ（ジプシー）のダンス。中近東のベリーダンスとは異なり、よりスローテンポで「リラックス」したダンスである。

## ギリシャにおけるチフテテリの歴史
チフテテリはオスマン帝国支配下、あるいはその独立に伴う住民交換によって小アジア半島からギリシャにわたったと考えられる（希土戦争も参照）。特にギリシャ人の多く住んでいた小アジア半島のイズミル（スミルナ）からギリシャに追放されたギリシャ人によって、チフテテリがギリシャにおいて全国的な知名度を得るようになった。
一方で、チフテテリそのものは古来ギリシャに存在していたと考えられている。この説では、もともとアプロディテを崇拝するダンスとして古代より存在していたチフテテリが、その後東ローマ帝国時代にアラブなど中近東の文化と混交したものであるとする。
いずれにしても、現在のチフテテリはイズミル（スミルナ）から渡ってきたギリシャ人によって広まり、発展してきたものである。はじめはレベティコ文化の一部であったが、現在のチフテテリはそれとは大きく異なっている。かつては、イズミル追放の歴史を反映して、悲しい内容の歌詞が多かった。しかし、現在のチフテテリの歌詞は陽気で明るく、あるいは内容に意味のないものも多い。こんにちのチフテテリは現代のアラブ音楽との共通点も多い。
こんにちでは、チフテテリのダンスは民俗音楽フェスティバルやナイトクラブ、あるいはブズキアとよばれるギリシャ風のナイトクラブ、私的なパーティ、結婚式など、あらゆる場面で見かけることができる。チフテテリは社交ダンスとして多くの人々によって、ペアになって踊られる。それは情熱、そして恋の駆け引きを表現したものである。